# Чемпионат мира по футболу среди молодёжных команд 1997
11-й Кубок мира ФИФА среди молодёжи — проходил с 16 июня по 5 июля 1997 года на стадионах Малайзии, игры проходили в городах: Куала-Лумпур, Кучинг, Алор-Сетар, Куантан, Кангар, Джохор-Бару. В турнире приняли участие 24 молодёжные сборные. Победила в 3-й раз в своей истории сборная Аргентины, лучшим игроком турнира был признан форвард сборной Уругвая, Николас Оливера.

## Стадионы
| Шах-Алам                                              | Кучинг              | Алор-Сетар          |
| ----------------------------------------------------- | ------------------- | ------------------- |
| Шах-Алам                                              | Саравак             | Дарул Аман          |
| Вместимость: 80,000                                   | Вместимость: 40,000 | Вместимость: 32,387 |
|                                                       |                     |                     |
| Шах-Алам Кучинг Алор-Сетар Куантан Кангар Джохор-Бару |                     |                     |
| Куантан                                               | Кангар              | Джохор-Бару         |
| Дарул Макмур                                          | Туанку Сайед Путра  | Тан Сри Хассан Юнус |
| Вместимость: 40,000                                   | Вместимость: 20,000 | Вместимость: 30,000 |
|                                                       |                     |                     |

## Квалификация
В финальную часть чемпионата мира вышли 23 команды по итогам континентальных чемпионатов и хозяева турнира сборная Малайзии.
| Конфедерация | Отборочный турнир                                               | Сборные                                          |
| ------------ | --------------------------------------------------------------- | ------------------------------------------------ |
| АФК          | Страна-организатор                                              | Малайзия1                                        |
| АФК          | Чемпионат Азии по футболу 1996 (юноши до 19 лет)                | Китай Япония Республика Корея ОАЭ1               |
| КАФ          | Чемпионат Африки по футболу среди молодёжных команд 1997        | Кот-д’Ивуар Гана Марокко ЮАР1                    |
| КОНКАКАФ     | Чемпионат КОНКАКАФ среди молодёжных команд 1996                 | Канада Коста-Рика Мексика США                    |
| КОНМЕБОЛ     | Чемпионат Южной Америки по футболу среди молодёжных команд 1997 | Аргентина Бразилия Парагвай Уругвай              |
| ОФК          | Чемпионат Океании по футболу среди молодёжных команд 1997       | Австралия                                        |
| УЕФА         | Чемпионат Европы по футболу 1996 (юноши до 18 лет)              | Бельгия1 Англия Франция Венгрия Ирландия Испания |

1.↑ Дебютанты чемпионата мира.

## Финальный турнир

### Группа A
| Команда  | Очки | И | В | Н | П | М   |
| -------- | ---- | - | - | - | - | --- |
| Уругвай  | 7    | 3 | 2 | 1 | 0 | 6—1 |
| Марокко  | 5    | 3 | 1 | 2 | 0 | 4—2 |
| Бельгия  | 4    | 3 | 1 | 1 | 1 | 4—4 |
| Малайзия | 0    | 3 | 0 | 0 | 3 | 2—9 |

| Малайзия               | 1:3 | Марокко                                                       |
| ---------------------- | --- | ------------------------------------------------------------- |
| Юссеф Сафри 10′ (авт.) |     | Тарик Сектиуи 14′ · Халид Хамма 33′ · Айссам Эль-Бароди 90+3′ |

| Уругвай                                   | 3:0 | Бельгия |
| ----------------------------------------- | --- | ------- |
| Инти Подеста 41′ · Фабиан Коэльо 56′, 79′ |     |         |

| Малайзия        | 1:3 | Уругвай                                                                  |
| --------------- | --- | ------------------------------------------------------------------------ |
| Лех Ник Ник 11′ |     | Марсело Салайета 24′ · Масром Халед 39′ (авт.) · Эрнан Родриго Лопес 77′ |

| Марокко           | 1:1 | Бельгия                    |
| ----------------- | --- | -------------------------- |
| Хамид Термина 79′ |     | Гюнтер ван Ханденховен 60′ |

| Малайзия | 0:3 | Бельгия                                              |
| -------- | --- | ---------------------------------------------------- |
|          |     | Гюнтер ван Ханденховен 10′, 30′ · Гаутье Ремакль 83′ |

| Марокко | 0:0 | Уругвай |
| ------- | --- | ------- |
|         |     |         |

### Группа B
| Команда          | Очки | И | В | Н | П | М    |
| ---------------- | ---- | - | - | - | - | ---- |
| Бразилия         | 9    | 3 | 3 | 0 | 0 | 15—3 |
| Франция          | 6    | 3 | 2 | 0 | 1 | 8—7  |
| ЮАР              | 1    | 3 | 0 | 1 | 2 | 2—6  |
| Республика Корея | 1    | 3 | 0 | 1 | 2 | 5—14 |

| Республика Корея | 0:0 | ЮАР |
| ---------------- | --- | --- |
|                  |     |     |

| Франция | 0:3 | Бразилия                                               |
| ------- | --- | ------------------------------------------------------ |
|         |     | Алекс 5′ · Адаилтон 61′ · Микаэль Сильвестр 90′ (авт.) |

| Республика Корея           | 2:4 | Франция                                     |
| -------------------------- | --- | ------------------------------------------- |
| Пак Чинсоп 54′, 68′ (пен.) |     | Тьерри Анри 1′, 10′ · Давид Трезеге 2′, 52′ |

| ЮАР | 0:2 | Бразилия          |
| --- | --- | ----------------- |
|     |     | Адаилтон 53′, 57′ |

| Республика Корея                                 | 3:10 | Бразилия                                                                                   |
| ------------------------------------------------ | ---- | ------------------------------------------------------------------------------------------ |
| Ли Гван-у 56′ · Чхун Соккын 73′ · Ли Джунмин 89′ |      | Фернандан 19′, 42′ · Адаилтон 30′, 32′ (пен.), 35′ (пен.), 39′, 63′, 69′ · Жуниор 68′, 82′ |

| ЮАР                     | 2:4 | Франция                                                     |
| ----------------------- | --- | ----------------------------------------------------------- |
| Джунаид Хартли 42′, 90′ |     | Давид Трезеге 22′, 61′ · Тьерри Анри 83′ · Петер Люксен 89′ |

### Группа C
| Команда  | Очки | И | В | Н | П | М   |
| -------- | ---- | - | - | - | - | --- |
| Гана     | 7    | 3 | 2 | 1 | 0 | 4—2 |
| Ирландия | 4    | 3 | 1 | 1 | 1 | 4—4 |
| США      | 3    | 3 | 1 | 0 | 2 | 2—3 |
| Китай    | 2    | 3 | 0 | 2 | 1 | 2—3 |

| Гана                                  | 2:1 | Ирландия          |
| ------------------------------------- | --- | ----------------- |
| Баширо Гамбо 27′ · Мохамед Муктар 66′ |     | Тревор Моллой 51′ |

| Китай | 0:1 | США             |
| ----- | --- | --------------- |
|       |     | Брайан Уэст 90′ |

| Гана             | 1:1 | Китай          |
| ---------------- | --- | -------------- |
| Стивен Аппиа 74′ |     | Ли Цзиньюй 43′ |

| Ирландия                                      | 2:1 | США                     |
| --------------------------------------------- | --- | ----------------------- |
| Майкл Камминс 6′ · Рамиро Корралес 25′ (авт.) |     | Хорхе Флорес 39′ (пен.) |

| Гана                  | 1:0 | США |
| --------------------- | --- | --- |
| Петер Офори Куайе 32′ |     |     |

| Ирландия          | 1:1 | Китай       |
| ----------------- | --- | ----------- |
| Майкл Камминс 21′ |     | Ван Пэн 11′ |

### Группа D
| Команда    | Очки | И | В | Н | П | М    |
| ---------- | ---- | - | - | - | - | ---- |
| Испания    | 9    | 3 | 3 | 0 | 0 | 8—2  |
| Япония     | 4    | 3 | 1 | 1 | 1 | 10—7 |
| Парагвай   | 2    | 3 | 0 | 2 | 1 | 5—6  |
| Коста-Рика | 1    | 3 | 0 | 1 | 2 | 3—11 |

| Япония                     | 1:2 | Испания                            |
| -------------------------- | --- | ---------------------------------- |
| Ацуси Янагисава 65′ (пен.) |     | Франсиско Фаринос 23′ · Ангуло 56′ |

| Коста-Рика        | 1:1 | Парагвай        |
| ----------------- | --- | --------------- |
| Стивенс Брайс 45′ |     | Рауль Роман 59′ |

| Япония | 6:2 | Коста-Рика                             |
| --- | --- | -------------------------------------- |
| Харутака Оно 3′, 22′ · Сюнсукэ Накамура 7′ · Синдзи Дзёдзё 78′ · Кэндзи Фукуда 90+3′ · Юитиро Нагаи 90+5′ |     | Фройлан Ледесма 28′ · Алонсо Солис 59′ |

| Испания       | 2:1 | Парагвай             |
| ------------- | --- | -------------------- |
| Деус 30′, 78′ |     | Густаво Мориниго 65′ |

| Япония                                                    | 3:3 | Парагвай                                                   |
| --------------------------------------------------------- | --- | ---------------------------------------------------------- |
| Синдзи Ёё 31′ · Нодзоми Хирояма 45′ · Ацуси Янагисава 62′ |     | Сезар Касерес 17′ · Пауло Да Сильва 38′ · Хуан Самудио 67′ |

| Испания                                                                              | 4:0 | Коста-Рика |
| ------------------------------------------------------------------------------------ | --- | ---------- |
| Альберто Ривера 3′ · Давид Альбельда 23′ · Франсиско Фаринос 24′ (пен.) · Рибера 78′ |     |            |

### Группа E
| Команда   | Очки | И | В | Н | П | М   |
| --------- | ---- | - | - | - | - | --- |
| Австралия | 7    | 3 | 2 | 1 | 0 | 5—3 |
| Аргентина | 6    | 3 | 2 | 0 | 1 | 8—5 |
| Канада    | 4    | 3 | 1 | 1 | 1 | 3—3 |
| Венгрия   | 0    | 3 | 0 | 0 | 3 | 1—6 |

| Венгрия | 0:3 | Аргентина                                                   |
| ------- | --- | ----------------------------------------------------------- |
|         |     | Бернардо Ромео 9′ · Лионель Скалони 42′ · Хуан Рикельме 50′ |

| Австралия | 0:0 | Канада |
| --------- | --- | ------ |
|           |     |        |

| Венгрия | 0:1 | Австралия          |
| ------- | --- | ------------------ |
|         |     | Даниэль Олсопп 90′ |

| Аргентина                              | 2:1 | Канада                  |
| -------------------------------------- | --- | ----------------------- |
| Бернардо Ромео 32′ · Хуан Рикельме 65′ |     | Джейсон Бент 43′ (пен.) |

| Венгрия               | 1:2 | Канада                                |
| --------------------- | --- | ------------------------------------- |
| Аттила Сили 3′ (пен.) |     | Дуэйн Де Росарио 6′ · Стив Киндел 64′ |

| Аргентина                                                         | 3:4 | Австралия                                    |
| ----------------------------------------------------------------- | --- | -------------------------------------------- |
| Бернардо Ромео 9′ · Диего Пласенте 70′ · Хуан Рикельме 88′ (пен.) |     | Костас Салапасидис 39′, 40′, 55′, 90′ (пен.) |

### Группа F
| Команда     | Очки | И | В | Н | П | М    |
| ----------- | ---- | - | - | - | - | ---- |
| Англия      | 9    | 3 | 3 | 0 | 0 | 8—1  |
| Мексика     | 4    | 3 | 1 | 1 | 1 | 6—2  |
| ОАЭ         | 3    | 3 | 1 | 0 | 2 | 2—10 |
| Кот-д’Ивуар | 1    | 3 | 0 | 1 | 2 | 2—5  |

| Мексика                                                                                           | 5:0 | ОАЭ |
| ------------------------------------------------------------------------------------------------- | --- | --- |
| Эдуардо Лиллингстон 26′, 56′ (пен.) · Карлос Карино 40′ · Херардо Торрес 60′ · Омар Сантакрус 70′ |     |     |

| Кот-д’Ивуар        | 1:2 | Англия                                |
| ------------------ | --- | ------------------------------------- |
| Сулейман Сиссе 22′ |     | Майкл Оуэн 6′ (пен.) · Пол Шеферд 69′ |

| Мексика                 | 1:1 | Кот-д’Ивуар  |
| ----------------------- | --- | ------------ |
| Эдуардо Лиллингстон 44′ |     | Серж Диэ 33′ |

| ОАЭ | 0:5 | Англия                                                                      |
| --- | --- | --------------------------------------------------------------------------- |
|     |     | Дэнни Мёрфи 7′, 35′, 50′ (пен.) · Майкл Оуэн 52′ · Ахмед Абудлла 60′ (авт.) |

| Мексика | 0:1 | Англия         |
| ------- | --- | -------------- |
|         |     | Майкл Оуэн 65′ |

| ОАЭ                                    | 2:0 | Кот-д’Ивуар |
| -------------------------------------- | --- | ----------- |
| Ясер Салем Али 52′ · Мохамед Казим 85′ |     |             |

## Команды, занявшие третьи места
В соответствии с регламентом турнира 4 команды из 6 занявших третьи места в своих группах, проходят в 1/8 финала.
| Группа | Команда  | Очки | И | В | Н | П | М    |
| ------ | -------- | ---- | - | - | - | - | ---- |
| A      | Бельгия  | 4    | 3 | 1 | 1 | 1 | 4—4  |
| E      | Канада   | 4    | 3 | 1 | 1 | 1 | 3—3  |
| C      | США      | 3    | 3 | 1 | 0 | 2 | 2—3  |
| F      | ОАЭ      | 3    | 3 | 1 | 0 | 2 | 2—10 |
| D      | Парагвай | 2    | 3 | 0 | 2 | 1 | 5—6  |
| B      | ЮАР      | 1    | 3 | 0 | 1 | 2 | 2—6  |

## Плей-офф
|  | 1/8 финала             | 1/8 финала             |                        |      | Четвертьфиналы | Четвертьфиналы |                       |                       | Полуфиналы | Полуфиналы |  |  | Финал | Финал |
|  | ---------------------- | ---------------------- | ---------------------- | ---- | -------------- | -------------- | --------------------- | --------------------- | ---------- | ---------- |  |  | ----- | ----- |
|  |                        |                        |                        |      |                |                |                       |                       |            |            |  |  |       |       |
|  | 25 июня - Куала-Лумпур |                        |                        |      |                |                |                       |                       |            |            |  |  |       |       |
|  |                        |                        |                        |      |                |                |                       |                       |            |            |  |  |       |       |
|  | Уругвай                | 3                      |                        |      |                |                |                       |                       |            |            |  |  |       |       |
|  | Уругвай                | 3                      | 29 июня — Куала-Лумпур |      |                |                |                       |                       |            |            |  |  |       |       |
|  | США                    | 0                      |                        |      |                |                |                       |                       |            |            |  |  |       |       |
|  | США                    | 0                      | Уругвай                | 1(7) |                |                |                       |                       |            |            |  |  |       |       |
|  | 25 июня — Кучинг       |                        | Уругвай                | 1(7) |                |                |                       |                       |            |            |  |  |       |       |
|  |                        | Франция                | 1(6)                   |      |                |                |                       |                       |            |            |  |  |       |       |
|  | Мексика                | Франция                | 1(6)                   | 0    |                |                |                       |                       |            |            |  |  |       |       |
|  | Мексика                |                        | 2 июля — Куала-Лумпур  | 0    |                |                |                       |                       |            |            |  |  |       |       |
|  | Франция                | 1                      |                        |      |                |                |                       |                       |            |            |  |  |       |       |
|  | Франция                | 1                      | Уругвай                | 3    |                |                |                       |                       |            |            |  |  |       |       |
|  | 26 июня — Кангар       |                        | Уругвай                | 3    |                |                |                       |                       |            |            |  |  |       |       |
|  |                        | Гана                   | 2                      |      |                |                |                       |                       |            |            |  |  |       |       |
|  | Австралия              | Гана                   | 2                      | 0    |                |                |                       |                       |            |            |  |  |       |       |
|  | Австралия              | 29 июня — Джохор-Бару  |                        | 0    |                |                |                       |                       |            |            |  |  |       |       |
|  | Япония                 | 1                      |                        |      |                |                |                       |                       |            |            |  |  |       |       |
|  | Япония                 | 1                      | Япония                 | 1    |                |                |                       |                       |            |            |  |  |       |       |
|  | 26 июня — Алор-Сетар   |                        | Япония                 | 1    |                |                |                       |                       |            |            |  |  |       |       |
|  |                        | Гана                   | 2                      |      |                |                |                       |                       |            |            |  |  |       |       |
|  | Гана                   | Гана                   | 2                      | 3    |                |                |                       |                       |            |            |  |  |       |       |
|  | Гана                   |                        | 5 июля — Куала-Лумпур  | 3    |                |                |                       |                       |            |            |  |  |       |       |
|  | ОАЭ                    | 0                      |                        |      |                |                |                       |                       |            |            |  |  |       |       |
|  | ОАЭ                    | 0                      | Уругвай                | 1    |                |                |                       |                       |            |            |  |  |       |       |
|  | 26 июня — Куантан      |                        | Уругвай                | 1    |                |                |                       |                       |            |            |  |  |       |       |
|  |                        | Аргентина              | 2                      |      |                |                |                       |                       |            |            |  |  |       |       |
|  | Испания                | Аргентина              | 2                      | 2    |                |                |                       |                       |            |            |  |  |       |       |
|  | Испания                | 29 июня — Куала-Лумпур |                        | 2    |                |                |                       |                       |            |            |  |  |       |       |
|  | Канада                 | 0                      |                        |      |                |                |                       |                       |            |            |  |  |       |       |
|  | Канада                 | 0                      | Испания                | 0    |                |                |                       |                       |            |            |  |  |       |       |
|  | 25 июня — Куала-Лумпур |                        | Испания                | 0    |                |                |                       |                       |            |            |  |  |       |       |
|  |                        | Ирландия               | 1                      |      |                |                |                       |                       |            |            |  |  |       |       |
|  | Ирландия               | Ирландия               | 1                      | 2    |                |                |                       |                       |            |            |  |  |       |       |
|  | Ирландия               |                        | 2 июля — Кучинг        | 2    |                |                |                       |                       |            |            |  |  |       |       |
|  | Марокко                | 1                      |                        |      |                |                |                       |                       |            |            |  |  |       |       |
|  | Марокко                | 1                      | Ирландия               | 0    |                |                |                       |                       |            |            |  |  |       |       |
|  | 26 июня — Джохор-Бару  |                        | Ирландия               | 0    |                |                |                       |                       |            |            |  |  |       |       |
|  |                        | Аргентина              | 1                      |      | Третье место   | Третье место   |                       |                       |            |            |  |  |       |       |
|  | Англия                 | Аргентина              | 1                      | 1    | Третье место   | Третье место   |                       |                       |            |            |  |  |       |       |
|  | Англия                 | 29 июня — Кучинг       | 29 июня — Кучинг       | 1    |                |                | 5 июля — Куала-Лумпур | 5 июля — Куала-Лумпур |            |            |  |  |       |       |
|  | Аргентина              | 29 июня — Кучинг       | 29 июня — Кучинг       | 2    |                |                | 5 июля — Куала-Лумпур | 5 июля — Куала-Лумпур |            |            |  |  |       |       |
|  | Аргентина              | Аргентина              | 2                      | 2    | Гана           | 1              |                       |                       |            |            |  |  |       |       |
|  | 25 июня — Кучинг       | Аргентина              | 2                      |      | Гана           | 1              |                       |                       |            |            |  |  |       |       |
|  |                        | Бразилия               | 0                      |      | Ирландия       | 2              |                       |                       |            |            |  |  |       |       |
|  | Бразилия               | Бразилия               | 0                      | 10   | Ирландия       | 2              |                       |                       |            |            |  |  |       |       |
|  | Бразилия               |                        |                        | 10   |                |                |                       |                       |            |            |  |  |       |       |
|  | Бельгия                | 0                      |                        |      |                |                |                       |                       |            |            |  |  |       |       |
|  | Бельгия                | 0                      |                        |      |                |                |                       |                       |            |            |  |  |       |       |

### 1/8 финала
| Уругвай                                         | 3:0 | США |
| ----------------------------------------------- | --- | --- |
| Марсело Салайета 24′, 34′ · Николас Оливера 41′ |     |     |

| Ирландия                       | 2:1 (1:1,1:1) (доп. вр.) | Марокко                |
| ------------------------------ | ------------------------ | ---------------------- |
| Нил Фенн 35′ · Дэмьен Дафф 97′ |                          | Найлл Инмэн 43′ (авт.) |

| Бразилия                                                                                     | 10:0 | Бельгия |
| -------------------------------------------------------------------------------------------- | ---- | ------- |
| Альваро 3′, 13′ · Эдер 32′ · Алекс 41′, 48′, 85′ · Рони 67′, 78′ · Адаилтон 82′ · Жуниор 87′ |      |         |

| Мексика | 0:1 | Франция          |
| ------- | --- | ---------------- |
|         |     | Петер Люксен 90′ |

| Гана                                               | 3:0 | ОАЭ |
| -------------------------------------------------- | --- | --- |
| Ричард Акон 32′ · Баба Суле 79′ · Авуду Иссака 88′ |     |     |

| Испания                        | 2:0 | Канада |
| ------------------------------ | --- | ------ |
| Деус 77′ · Альберто Ривера 90′ |     |        |

| Австралия | 0:1 | Япония              |
| --------- | --- | ------------------- |
|           |     | Ацуси Янагисава 44′ |

| Англия              | 1:2 | Аргентины                                  |
| ------------------- | --- | ------------------------------------------ |
| Джейми Каррагер 49′ |     | Хуан Рикельме 10′ (пен.) · Пабло Аймар 26′ |

### Четвертьфиналы
| Уругвай             | 1:1 | Франция           |
| ------------------- | --- | ----------------- |
| Николас Оливера 68′ |     | Давид Трезеге 27′ |
| Пенальти            |     |                   |
|                     | 7:6 |                   |

| Испания | 0:1 | Ирландия                 |
| ------- | --- | ------------------------ |
|         |     | Тревор Моллой 52′ (пен.) |

| Аргентина                                   | 2:0 | Бразилия |
| ------------------------------------------- | --- | -------- |
| Лионель Скалони 79′ · Мартин Перезлиндо 90′ |     |          |

| Япония              | 1:2 (1:1,0:1) (доп. вр.) | Гана                                   |
| ------------------- | ------------------------ | -------------------------------------- |
| Ацуси Янагисава 80′ |                          | Джозеф Анса 9′ · Питер Офори Куайе 97′ |

### Полуфиналы
| Уругвай                                                       | 3:2 (2:2,2:1) (доп. вр.) | Гана                                            |
| ------------------------------------------------------------- | ------------------------ | ----------------------------------------------- |
| Марсело Салайета 13′ · Фабиан Коэльо 45′ · Альваро Переа 105′ |                          | Одарти Лоусон 45′ · Алехандро Мелоно 78′ (авт.) |

| Ирландия | 0:1 | Аргентина          |
| -------- | --- | ------------------ |
|          |     | Бернардо Ромео 55′ |

### Матч за 3-е место
| Гана         | 1:2 | Ирландия                            |
| ------------ | --- | ----------------------------------- |
| Баба Суле 5′ |     | Дезмонд Бэйкер 2′ · Дэмьен Дафф 33′ |

### Финал
| Уругвай          | 1:2 | Аргентина                                 |
| ---------------- | --- | ----------------------------------------- |
| Пабло Гарсия 15′ |     | Эстебан Камбьяссо 26′ · Диего Кинтана 43′ |

## Призёры
| Чемпион                |
| ---------------------- |
| Аргентина Третий титул |

| 2-е место | 3-е место | 4-е место |
| --------- | --------- | --------- |
| Уругвай   | Ирландия  | Гана      |

## Лучшие бомбардиры
10 мячей
- Адаилтон

5 мячей
- Давид Трезеге

4 мяча
- Бернардо Ромео
- Хуан Роман Рикельме
- Костас Салапасидис
- Алекс де Соза
- Ацуси Янагисава
- Марсело Салайета

3 мяча
- Гюнтер ван Ханденховен
- Зе Элиас (Жуниор)
- Дэнни Мёрфи
- Майкл Оуэн
- Тьерри Анри
- Эдуардо Лиллингстон
- Хосе Луис Деус
- Фабиан Коэльо